# CD99
CD99 (MIC2) — мембранный гликопротеин. Продукт гена человека CD99. Ген белка находится на X-хромосоме, однако он не подвержен инактивации X-хромосомы. CD99 стал первым обнаруженным у человека геном псевдоаутосомной области.

## Экспрессия
CD99 экспрессирован на поверхности всех лейкоцитов, но в наибольшей степени — на тимоцитах. Считается, что белок повышает клеточную адгезию T-лимфоцитов и апоптоз T-клеток. Белок также обнаружен на эндотелиальных клетках и в пародонте, включая фибробласты и эпителиальные клетки дёсен. Участвует в клеточной миграции и активации. Обнаружено, что белок связывает циклофилин А.
CD99 обнаружен на клетках саркомы Юинга и опухолевых гранулезных клетках. Экспрессия белка выше на клетках злокачественных глиом, чем на клетках мозга, причём такая повышенная экспрессия коррелирует с высоким уровнем инвазивности и смертности таким больных. Антитела к CD99 используются в диагностической иммуногистохимии для отличия саркомы Юинга от других схожих опухолей и для идентификации тимических опухолей опухолей веретенообразных нейронов, таких как синовиальная саркома, гемангиоперицитома и менингиома. Хотя считается, что онкогенный белок EWS/FLI регулирует CD99, полный нокдаун гена EWS/FLI приводит лишь к умеренному снижению CD99. При нокдауне гена CD99 в клетках больного с саркомой Юинга трансплантация таких клеток на мышь приводит к замедленному развитию опухоли и пониженному метастазированию опухолевых клеток в костный мозг.
Пониженная экспрессия CD99 приводит к увеличению образованию β-III-тубулина и большего роста нейронов.
У мужчин наблюдается более высокий уровень CD99, чем у женщин.

## Взаимодействие
CD99 ингибирует адгезию клеток к внеклеточному матриксу за счёт снижения аффинности β1-интегрина.

## Структура
CD99 состоит из 185 аминокислот, молекулярная масса 18.8 кДа. Отличается особенно высоким уровнем O-гликозилирования. Зрелая гликозилированная форма белка — 32 кДа.